# Gongchan
Kong Chan Shik (Hangul: 공찬식; hanja: 孔燦植; sinh ngày 14 tháng 8 năm 1993), thường được biết đến với nghệ danh Gongchan, là một thần tượng K-pop và là em út của nhóm nhạc thần tượng B1A4 thuộc công ty chủ quản WM Entertainment. Anh ra mắt vào ngày 23 tháng 04 năm 2011 trên sân khấu Music Core với các thành viên Jinyoung, Baro, San Deul và CNU.

## Sự nghiệp

### Trước khi ra mắt
Anh được WM phát hiện lúc giành chiến thắng trong thử thách Eoljjang trên Cyworld khi chỉ mới học trung học cơ sở. Sau 2 năm thực tập, rèn luyện các kỹ năng, anh cùng với các thành viên Jinyoung, CNU, Sandeul, Baro được ra mắt dưới tên nhóm nhạc thần tượng B1A4.

### B1A4
Trong B1A4, anh được biết đến là hình ảnh của nhóm, đảm nhận phần hát và là em út của nhóm.

## Các chương trình truyền hình và màn ảnh rộng

### Show thực tế
- MTV Match Up – with Block B (2011)
- MTV Selca Diary Special (2012)
- Mnet Wide Entertainment: Sesame Player Season 3 (2012)
- MTV B1A4 Hotline Season 1 (Japan) (2012)
- KBS Joy B1A4's Hello Baby – season 6 (2012)
- MTV B1A4 Hotline Season 2 (Japan) (2013)
- Mnet America: Go! B1A4 (2014)
- MBC B1A4's One Fine Day (2014)

### Khách mời đặc biệt
- KBS Oh My School / 100 Point Out Of 100 – Baro and Gongchan; final two episodes (2011)
- Y-Star God of Cookery Road
- MTV Let Me Show (2011)
- MBC 'Idol Star Olympic'
- SBS MTV Special B1A4 Selca Diary (2012)
- SBS 1000 Song Challenge
- KBS Love Request
- MBC Weekly Idol - Ep 26, 40, 73, 97, 135 (2012–14)
- SBS Star King
- KBS Immortal Song 2 - Episodes 70,73-75,77-79, 95-96,107,125-127,129,13 (2012–13)
- MBC "Celebrity Splash" - Gongchan (2013)
- All The Kpop - Episodes 26 & 27 (2013)
- Beatles Code 2 - Episode 64 (2013)
- Yoo Hee Yeol's Sketchbook (2013&2014)
- KBS2 Dream Team with ICN Squad – CNU and Gongchan (2013)
- MBC Infinity Challenge 'Idol Special' (2013)
- MBC Star Diving Splash- Gongchan (2013)
- KBS Hello Counselor - Baro and Gongchan (2014)
- KBS Safety First! [Escaping Crises] Fights/[Safety Manual] Driving in the rain - Gongchan (2014)
- MBC Infinity Challenge Ep 366 - B1A4 (cheering project) (2014)
- KBS2 Dream Team vs B1A4- Sandeul, CNU and Gongchan (2014)
- Arirang After School Club (2014)

## Hoạt động khác

### Dẫn chương trình
| Năm  | Tên chương trình   | Mạng | Ghi chú                         | Tham khảo |
| ---- | ------------------ | ---- | ------------------------------- | --------- |
| 2019 | 25th Dream Concert | N/A  | Dẫn cùng Leeteuk và Jeon So-min | [ 1 ]     |